# Georges de Schaetzen van Brienen
Georges Oscar Joseph de Schaetzen van Brienen (Tongeren, 8 maart 1887 - 10 april 1961) was een Belgisch volksvertegenwoordiger en burgemeester.

## Levensloop
Ridder Georges de Schaetzen was een zoon van Ridder Ludovic de Schaetzen (1859-1931) en van Caroline van Brienen (1855-1927). Zoals zijn twee broers en zijn zus werd hij in 1943 geadopteerd door hun tante Ferdinande van Brienen en ze droegen voortaan de naam de Schaetzen van Brienen. Ze waren de kleinkinderen van volksvertegenwoordiger Oscar de Schaetzen. Georges trouwde met Juliette Breuls (1891-1986) en ze kregen zeven kinderen. 
Licentiaat in de politieke en sociale wetenschappen, vestigde hij zich in Bommershoven en werd er van 1926 tot 1932 gemeenteraadslid en burgemeester.
In 1933 werd hij verkozen tot katholiek volksvertegenwoordiger voor het arrondissement Tongeren-Maaseik en vervulde dit mandaat tot in 1936.
Hij was ook provinciaal lid van de Koninklijke Commissie voor Monumenten en Landschappen.